# 同盟 (イタリア)
同盟（イタリア語：Lega、レーガ）は、イタリアの政党。書記長はマッテオ・サルヴィーニ。かつては北部同盟（ほくぶどうめい、イタリア語：Lega Nord、略称：LN）という名称を使用していた。
結党直後は工業地帯が密集し経済的に優越しているイタリア北部の自治拡大を主張する地域政党として知られていた。過激な言動や文化的保守性、反共主義、反移民運動などから極右と認識されることが多いが、政治的目標は労働者の保護と地方分権（かつては「究極の分権」として独立も視野に入れたが、パダーニア事件の不発から現在は連邦制を最終目標に掲げている）にあることから、左翼政党という見方もある。しかし近年は地方主義から外国人移民への排外主義や、ユーロ圏への批判（欧州懐疑主義）に軸を移している。
2018年、総選挙において郷土主義を想起させる「北部」の名称を外し、「同盟」に改称した。

## 党史

### 背景
イタリアの経済は、工業化が進められたイタリア北部・中部の経済と、依然として自作農中心であるイタリア南部の経済とが著しく乖離した状態が続いており、財政上、北部と中部の経済が南部の経済を支える形になっている。北中部に対する南部（南イタリア）の経済格差の問題や、南部に対する差別などの問題は総称して南部問題と呼ばれる（→イタリア統一運動#南部問題の発生も参照）。
こうした状況を打開するべく、イタリア政府は南部も北部同様の工業地帯にしようと開発計画（バノーニ計画）を進め、多くの国営企業を誘致した。こうした行為は南部の工業化に一定の成果はもたらしたが、機械化された国営企業の誘致はインテリ層の職域を増やしただけで、肝心の大多数を占める農民達に職を与える効果はなく、経済的にも税金に頼る非効率な国営企業は南部経済の政府資金への従属を一層に深めてしまった。また第二次世界大戦中の連合国軍への協力や、戦後の混乱期を利用して勢力を伸ばしたマフィアは南部に強大な勢力を構築しており、企業誘致やインフラストラクチャー整備に捻出された資金はこれらマフィアに吸い上げられ、南部経済の発展には寄与しないケースも散見された。
それでも国家機能の分担や、北部への公共投資（南部開発には北イタリアの民間企業が多数加わっていた）としての効果から、バノーニ計画を手本にした政策はその後も続けられた。だがイタリアの経済全体が悪化し始めると、南部は無論、北部でも失業や賃金低下が広がり、次第に「北部住民は南部住民をこれ以上養うことはできない」という反感が募っていった。実際にはイタリア経済の失墜は北欧に匹敵するとも言われた福祉政策の偏りによるもので必ずしも南部開発が原因ではなかったが、同時期に発生した大規模なマフィアと政界の癒着事件（タンジェントポリ）の影響で南部は悪感情で見られがちであった。

### ボッシ体制

#### 結党（1987-1993）
北部同盟の最も主要な前身政党はヴェネツィア同盟で、同党は1983年の総選挙で初めて地方政党として国会議席を獲得した政党であった。それに続くのが1987年に書記長ウンベルト・ボッシを国政に送り出したロンバルディア同盟であり、両党は欧州議会選挙で選挙連合「北部の国民」を結み、1991年に発展的に解消させる形で北部同盟が結党された。
北部同盟は税金を中央政府に集めてから地方経済に見合わせて再分配する財源制度を「ローマ・ラドローナ」（Roma ladrona、ローマの政府は大泥棒だの意）と呼び、戦後イタリアの集権制の象徴として厳しく批判した。また貧しい南部からの国内移民（出稼ぎ労働者）、国外からの外国人移民が北部の富を奪っているとも主張された。従来の地方主義者の票だけでなく、タンジェントポリで既存の左翼・右翼の大政党に失望していた労働者層の一部は北部同盟を支持して、同盟結成は成功を収めた。1992年の総選挙で北部同盟はほぼ無名の状態から一挙に56名の下院議員と17名の上院議員を獲得して、政界再編の中心となった。地方政界でも1993年のミラノ市長選挙で党内左派に属するマルコ・フォルメンティーニが当選を果たした。

#### パダーニア事件（1994-1998）
1994年の総選挙で北部同盟は同じく既存政党の票をさらって躍進したシルヴィオ・ベルルスコーニのフォルツァ・イタリアが主導する右派連合「自由の極」に加わって選挙を戦い、ジャンフランコ・フィーニの国民同盟（旧イタリア社会運動）や キリスト教中道民主連合らと共に第1次ベルルスコーニ内閣を樹立した。しかしその背後で選挙戦そのものは苦戦を強いられており、労働者層の多くがキリスト教民主主義を主張したフォルツァ・イタリアに投票したことで、得票率は以前より後退してしまっていた。しかし選挙区の幾つかの投票区構造などから、得票率から見れば過大な議席数を得て存在感を発揮することができた。政権でも下院議長や、5つの大臣職（副首相・工業大臣・経済大臣・欧州議会担当大臣・行政改革担当大臣）を与える厚遇だったが、友好関係は長く続かなかった。

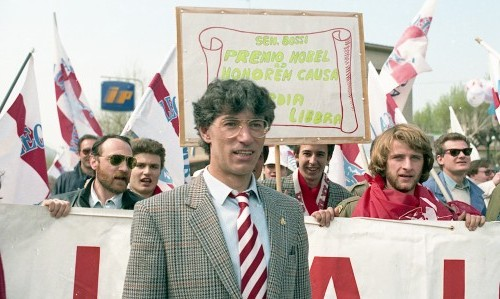
デモ隊を率いるウンベルト・ボッシ
（ポンティーダ、1990年）

1995年1月、ボッシは連立政権の分権政策が不充分であると表明、野党第1党である左翼民主主義者党（旧・イタリア共産党、現・イタリア民主党の前身）による内閣不信任案に賛成票を投じて造反した。しかし党内では予想以上にボッシの路線に反発があり、多くの穏健派分権主義者が北部同盟を離脱してイタリア連邦党を樹立、後にフォルツァ・イタリアへ合流した。党内には左派グループのみが残る形となり党勢衰退を危惧する声が起こったが、ボッシは分権主義に理解を示す左派連合「オリーブの木」と結びついて幾つかの地方選挙を戦っている。右派連合離脱後、命運を決める事となる1996年の総選挙で北部同盟は議席数を下院議員59名・上院議員27名と躍進を遂げ、ボッシら強硬な自治を説く党内左派が一定の力を維持する形になった。従って党内意見は過激な言説が通るようになっていき、最終的に北部同盟は「中央政府が即時連邦制に移行しないなら、北部のみで連邦制の新国家を樹立する」と宣言した（パダーニア構想）。そして政府がこれを黙殺すると「パダーニア連邦政府」の樹立を宣言して対決姿勢を強めたが、国連や国連加盟国にこれを承認する国は一切現れず、国際法上は無効行為と見なされた。
1996年から1998年はこうした過激な行動も相まって北部同盟が最も注目を集めた時代となったが、元から複数の地方主義の寄り合いである北部同盟内では対立が絶えなかった。1998年には主要前身政党であったヴェネツィア共和国運動が北部同盟からの離脱を宣言し、それ以外にも多数の幹部党員がボッシの強硬路線を拒絶して離党していった。1999年、党内外の批判からボッシは事実上、パダーニア構想を無期限で凍結して、連邦制によるイタリアという枠組みでの地方分権へと再び回帰する道をとった。だがこうした一貫性のない行動はますます党内の混乱に拍車をかけ、更に北部同盟の議員・党員の離脱を生み出した。同年に行われた欧州議会選挙で北部同盟は敗北して議席を減らし、勢いに陰りが見えていることを印象付けた。

#### 方針転換と政権復帰（1999-2008）

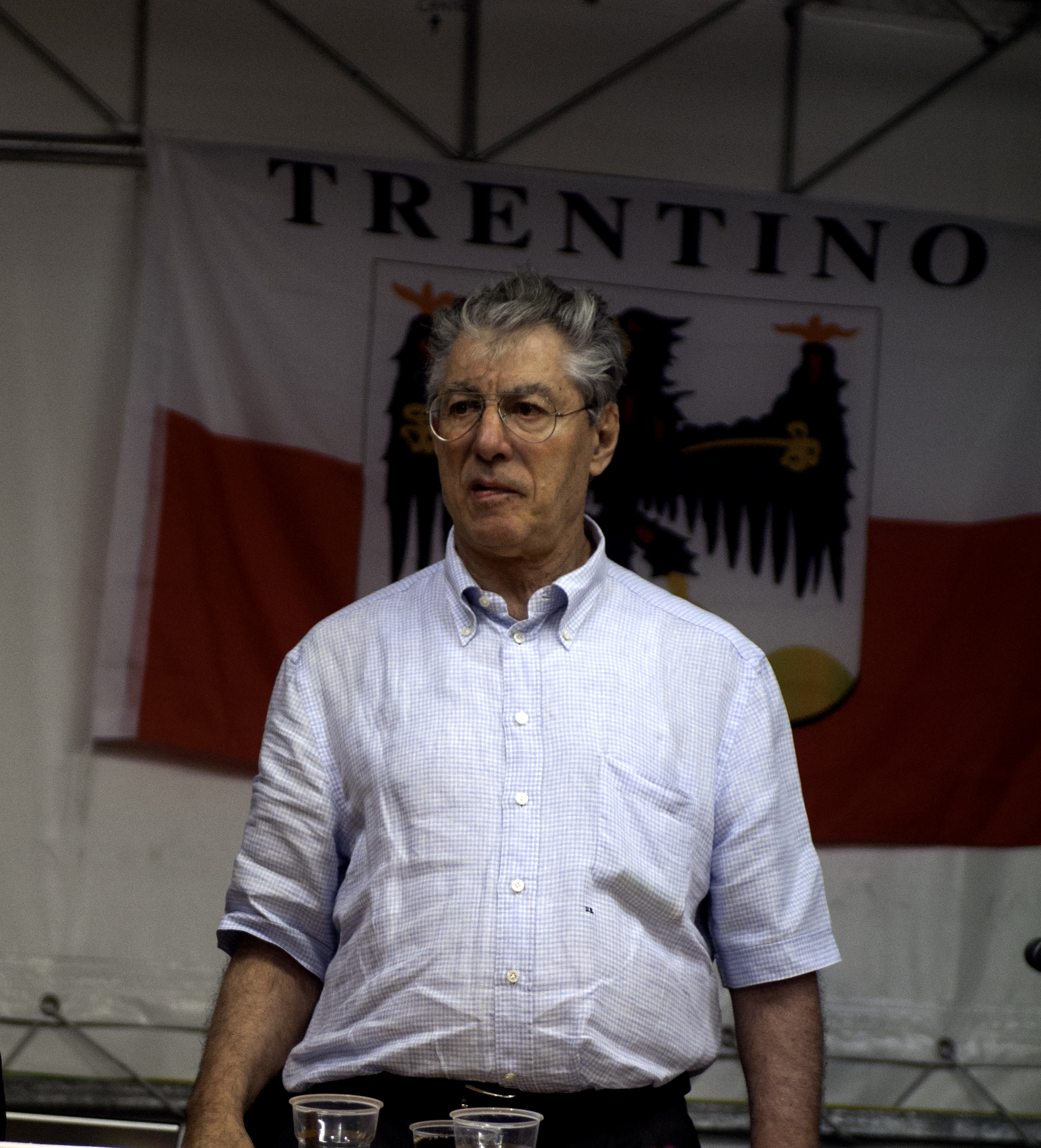
党員集会に参加するボッシ
（2012年、トレンティーノ）

ボッシは焦りから右派連合に対する和解すら模索し、かつて党機関紙で「ベルルスコーニはマフィア」と罵倒して政治問題となったにもかかわらず、かつて裏切ったベルルスコーニの政党連合「自由の家」に再び加わって総選挙を戦う選択をした。2001年の総選挙で北部同盟は穏健派・強硬派の双方から愛想を尽かされ、上院得票率に至っては3.9%にまで急落して大幅に議席を減らした。同年のフォルツァ・イタリア党が29.4%、国民同盟が12.0%を獲得した事を考えれば、右派連合で大きく存在感を失ってしまった。ボッシが脳卒中により危篤状態に陥ると、ボッシの指導力に依存していた同盟の崩壊を噂する声は決して少なくなかった。だが結果的に同盟はボッシ不在中も分裂することなく、政権の一角に加わり続けた。連立内では極右である国民同盟と対抗して、フォルツァ・イタリアと連合する姿勢を見せ、ベルルスコーニも与党第2党である国民同盟への牽制としてこれを活用した。
元より北部同盟は北部経済を北部住民だけで分配し、北部の労働者の職を守ることを行動原理としてきた。ゆえに、北部経済の負担となる南部（あるいはその経済）への攻撃を主張していたのだが、近年では南部への補助金よりも外国人移民が安価な労働力として雇用されることの方が北部の人間にとって深刻な労働問題となりつつある。この流れから、北部同盟党もその批判の矛先を次第に南部経済から移民へと変え始めている。党首ボッシのサッカー・フランス代表に対する暴言（「黒人、イスラム教徒、共産主義者のチームに勝った」）を初めとして、移民排斥に関する発言が取りざたされることも増加し、2002年7月にはEU圏外からの移民に指紋押捺を課す「移民対策法」を成立させている。
上述した「南部経済への批判」から「外国人移民への排斥」へと軸を移し始めた北部同盟は、ボッシの復帰も相まって、2008年の総選挙において大幅に議席数を増やす大躍進を見せ、パダーニア事件以来低迷が続いていた党勢を立て直した。これまでの低迷の原因は（その成立の経緯からすれば当然ではあるが）支持が北部の、それも一部の保守派にのみに限られていた点にあった。独立を明確に放棄した上での確実な分権政策や、相変わらず続く経済不安・政情不安によって一定の支持者は確保していたものの、頭打ちになっている感は否めなかった。
だがこの選挙では、労働問題に熱心ながらも人権問題から移民対策には弱腰の左派政党を見限った北部在住の南部出身者の支持を集め、ボッシも「レガ・ノルドは全イタリア人労働者の党である」と演説するなど、南部出身者への結束を促す主張を行っていた。これまで北部同盟にとって完全なアウェーであった南部出身の党員も増加しており、従来の地域政党から脱皮し、かつてボッシが進めていた「イタリア全土の連邦主義者を統括する政党」に変貌しつつある。父が南部出身者である北部同盟のエマヌエーラ・ムネラート議員は、南部での躍進について「（我々は）昔の北部同盟ではない」と語っている。北部同盟という名から受けるイメージと実際の政治活動に差異が生じ始めており、「イタリア人民党」という表現が相応しくなりつつある。ボッシ自身、同郷でもあるリソルジメント期の政治家カルロ・カッターネオの後継者を自負する行動をしばしば行っている。

#### ボッシ失脚（2009-2012）

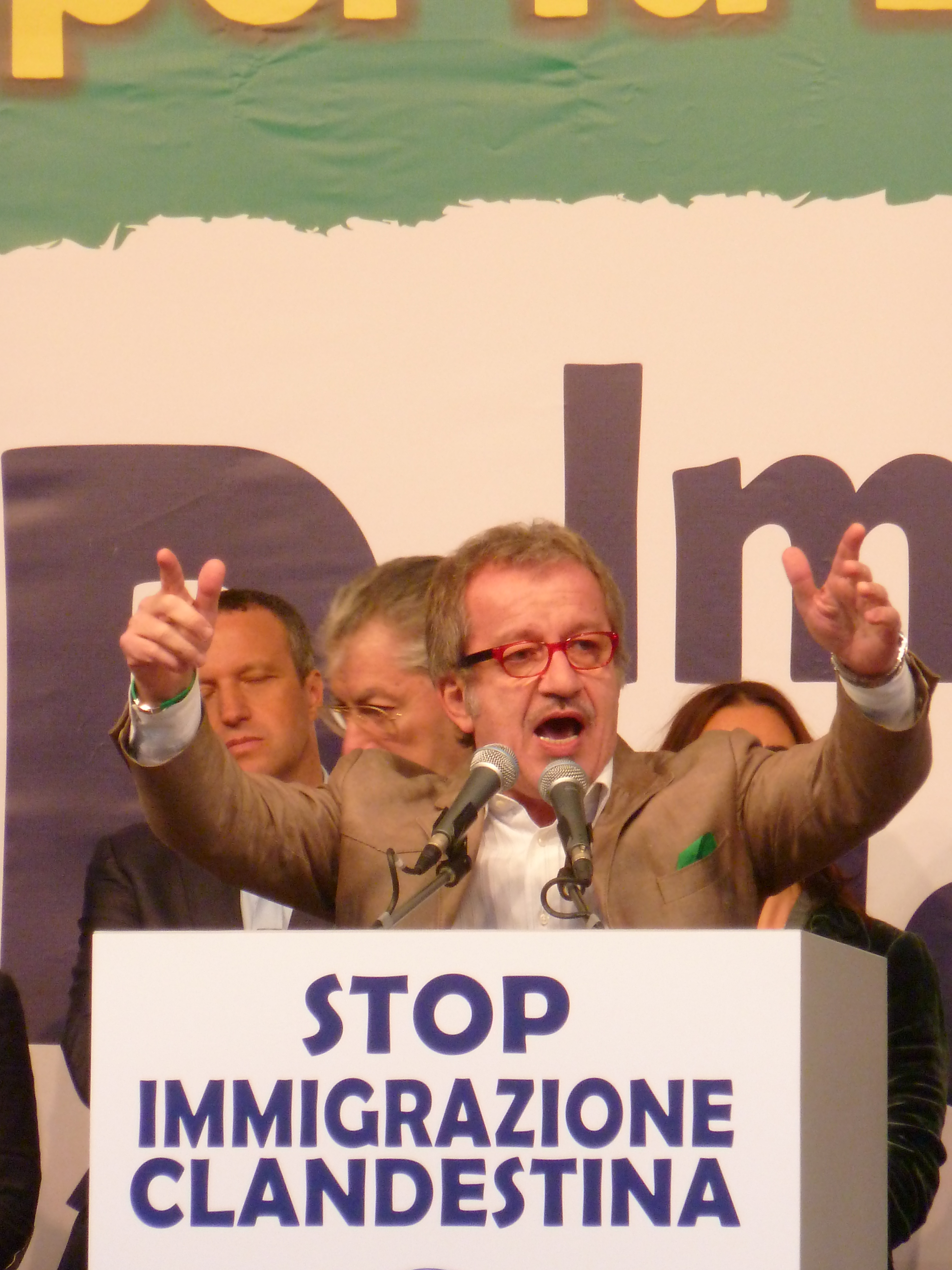
ロベルト・マローニ
（2013年、トリノ）

総選挙で北部同盟はパダーニア事件により低迷が続いていた党政を回復させたが、同盟内の党内対立は解消されずにむしろ深刻な段階に至っていた。コリエーレ・デラ・セラは今や同盟は4つの派閥に分裂していると指摘している。2009年から本格化した党内対立で同盟内は「魔法陣」（cerchio magico、チェルキオ・マジコ）と揶揄されるマルコ・レグッツォーニ議員らを中心とした親ボッシ派、第3次ベルルスコーニ内閣で同盟出身の閣僚となったロベルト・カルデローリを中心とする中立派、ボッシの路線に批判的だったロベルト・マローニらの派閥に三分された。またジャン・パオロ・ゴッボ欧州議員らヴェネト州の同盟支部は次第に指導部と距離を取る動きを見せていた。
この中でも特にマローニは北部同盟の地盤であるロンバルディア州で支持を集めており、ボッシの後続に押す風潮が強かった。マローニ自身も積極的に動き、党執行委員会などを通じて主導権を握ろうとした。2010年、マローニら穏健派は同盟内の世代交代を強く訴え、徐々に親ボッシ派を党内で追い落としていった。2011年にはカルデローリら中立派とも連合して党内の主導権を奪う所にまで漕ぎ着けた。しかし依然として同盟の精神的指導者でもあったボッシの権威は決定的には揺るがず、対立は長期化の様相を見せ始めた。
2012年4月3日、際限なく続くかと思われた派閥対立は思わぬ形で決着を迎える。同盟内で政治資金の大規模な横領疑惑が持ち上がり、会計責任者フランチェスコ・ベルシートが横領・詐欺・マネーロンダリングなどの容疑で告発される事件が起きた。ベルシートが横領した政治資金はボッシ家の口座に送金されていた他、彼の派閥に属する人間にも裏金として分配されていた。マローニは直ちに会計責任者の交代を要求し、数時間後にベルシートは辞任した。2012年4月5日、ボッシは同盟書記長からの退任を声明した。表向きは勇退という形が取られて新たに党首の役職が与えられたが何の権限も無い名誉的な役職であり、事実上の失脚に追い込まれる形となった。またベルシートらボッシ派の有力者は同盟から追放された。
同盟の執行会議では3名の理事による合議制・集団指導体制への再編が決定され、ロベルト・マローニがその一人に選出された。創設者が関与した横領疑惑は同盟の結束を失わせ、同時期に準備していた地方選挙にも混乱が波及した。体制の建て直しが急がれる中、マローニ派は旧ボッシ派の抵抗を退けて同盟党員が集中するロンバルディア州とヴェネト州の政治集会で支持を集めた。2012年7月1日、マローニの第2代同盟書記長就任が決定された。マローニ体制では各州の同盟支部に大幅な権限委譲が行われ、同盟が目指す所の連邦制に基いた分権的な組織作りを更に推し進めた。
2013年2月24日から2月25日に行われた2013年イタリア総選挙で北部同盟は内紛と汚職疑惑、そしてこれまで助力してきたベルルスコーニ政権への批判票などから地方主義者や労働者層の支持が急落し、また若者や急進派の支持はインターネット政党として話題を集めていた五つ星運動へ奪われて完全に埋没してしまった。北部同盟は全体得票率は4.1%にまで下落する大敗となり、改選前議席の7割を失って小政党へと転落した。それでもロンバルディア州知事選挙では国政与党であるイタリア民主党の現職知事を破ってマローニが当選し、州議会選挙でも25%の議席を確保するなど地方選挙で意地を見せた。2013年9月、マローニは約1年程で同盟書記長を辞任した。

### サルヴィーニ体制

#### 欧州懐疑主義の同盟へ（2013-2017）

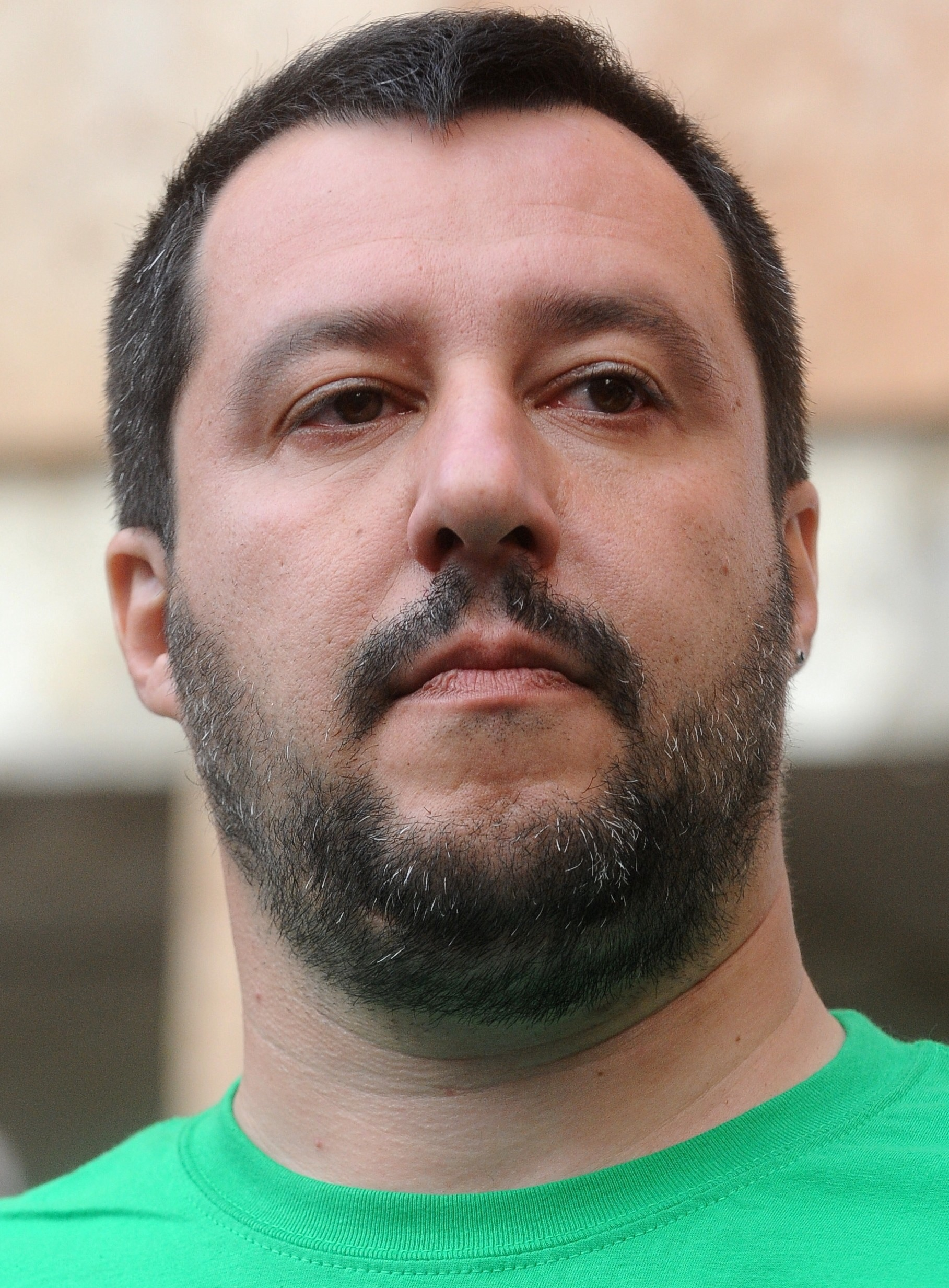
マッテオ・サルヴィーニ
（2015年、トレント）

2013年12月15日、後任を決める書記長選挙では失脚したボッシが立候補を表明したが、執行部の支持を集めた反ボッシ派のマッテオ・サルヴィーニが予備選挙で優勢を維持し、同盟員票の82%を得票して第3代同盟書記長となった。トリノで開かれた執行会議で承認を受けて、正式に発足したサルヴィーニ体制では欧州懐疑主義の主張が全面に掲げられ、サルヴィーニの演説では「ユーロは人類への犯罪」という過激な発言も飛び出している。イデオロギーに幾分違いはあるものの、同じ欧州懐疑論者であるフランス国民戦線のマリーヌ・ル・ペンやオランダ自由党のヘルト・ウィルダースとの連帯を模索し、ファシスト的と一般に受け取られる勢力と反EUで政治連合も組んでいる。
元々共産主義者であり、左派的な地方分権運動を思想の中心に置いてきたボッシはサルヴィーニへ激しい批判を行った。サルヴィーニも共産主義系の党内グループに属していた最左派の同盟幹部であり、力強い反グローバリズムも左派の政治運動と矛盾していないが、ファシズムとの連帯すらも辞さない点において反ファシズムを公言するボッシとは異なっている。ヴェローナ市長フラヴィオ・トージら同盟内の中道派からもユーロ批判については疑問の声が上がった。
2014年欧州議会議員選挙でサルヴェーニはこれまでの「パダーニア」から、「バスタ・ユーロ」（Basta Euro、ユーロはもう結構）という新たな選挙ロゴとスローガンに変更した。政治主張も地方分権や環境主義ではなく、欧州統合反対・ユーロ離脱などの内容が中心となった。新体制に向けた意欲的な試みであったが、同盟員は混乱するばかりで即時の党勢回復には繋がらなかった。選挙結果は前回の9議席から5議席に減少して得票率もほぼ半減する敗北となったが、一方で大敗を喫した前年の総選挙と比較した場合は総得票数が2.1%程上昇しており、ロンバルディア州と並ぶ同盟の地盤であるヴェネト州では15.2%を得票している。支持回復の傾向が見られた事もあり、選挙後もサルヴェーニによる「新しい同盟」の路線を継続する事が執行会議で承認され、フラット・タックス運動や中部・南部・島嶼部での同盟支持を広げる計画も実施された。以前から中南部の地域運動「自治の為の運動」との協力に留まらず、南部での協力政党「サルヴィーニと共に」を設立した。年末に実施されたエミリア＝ロマーニャ州議会選挙で北部同盟は19.4%の票を獲得、新しい同盟が新しい同盟の支持層に受け入れられつつあるが、同時に同盟内での守旧派との軋轢も生じている。
2015年、欧州議会選の結果から州議会選挙での躍進が期待されていたヴェネト州同盟支部を巡って対立が表面化した。ヴェローナ市長フラヴィオ・トージと、サルヴェーニ派のヴェネト州知事ルカ・ザイアが激しい内紛を繰り広げた末、トージは新党『行動!』を設立して同盟から離脱した。しかし内部対立にもかかわらずザイア率いる同盟支部は期待通りの支持を集め、ヴェネト州で40.9%の得票を獲得した（ザイアの支持団体が23.1%、同盟が17.8%）。また同時に実施されたウンブリア州・トスカーナ州・マルケ州の州議会選挙でもそれぞれ得票率が10%近くも急上昇しており、反EUを旗印に中部イタリアの地方議会選挙で異例の躍進を遂げている。こうした動きから五つ星運動、北部同盟、イタリアの同胞といった反EU政党がモンティ改革以来の緊縮財政に不満を持つ労働者層の支持を集め、イギリス・フランスに次いでイタリアでもEU離脱が現実味を持つ可能性が指摘されている。
2016年、統一地方選挙での捗々しくない結果は、州議会選挙に続く躍進を想定していたサルヴィーニ派を落胆させた。同年の統一地方選挙ではローマ・ミラノ・トリノ・ナポリなど主要都市での市長選挙が行われたが、同盟はノヴァーラ市長選挙で自派候補が勝利した以外では存在感を示せず、各選挙区全体では4%程度の得票しか集める事ができなかった。2017年、反EU路線が早くも失速しているとしてボッシ派やマローニ派から路線変更を求める動きが起きたものの、同年の書記長選挙では82.7%の同盟員票を得てサルヴィーニが再選された。2期目を迎えるサルヴィーニは反対意見に対し、むしろ同盟の一層の改革が支持回復には必要であると主張して「北部」という郷土主義的な名称を「党名から外す事すらも検討している」と言及した。

#### 郷土主義の放棄と国民政党化（2017-）

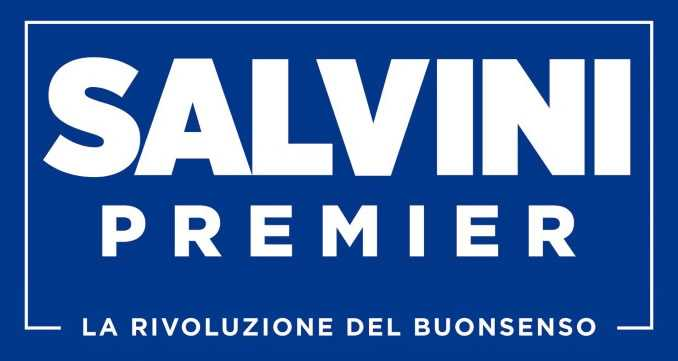
「サルヴィーニを首相に」と書かれたポスター

2017年、翌年の選挙を前に参加する政党連合「中道右派連合」は足並みの揃わないイタリア民主党を中心とした「中道左派連合」、第1党ながら孤立する五つ星同盟に対して優勢を維持している。そうした中でサルヴィーニはこれまで以上に反EU・反移民・反緊縮財政を全面に押し立てた猛烈な選挙戦を展開し、政党単独での支持率は15%に達している。「中道右派連合」は最多得票の加盟政党から首相職を選出する協定を発表しており、選挙連合で指導的な立場であるフォルツァ・イタリアと並んで首相職すら争いつつある。一方、上記の「郷土主義」はイデオロギーとして完全に遠ざけられており、本選挙では南イタリアでも候補者を多数擁立する事を声明している。
2018年1月、北部同盟は2018年イタリア共和国総選挙での選挙スローガンを「プリマ・リ・イタリアーニ」(伊：Prima gli Italiani、英：Italians First)に決定したと発表した。これは自国第一主義で一世を風靡し、ベニート・ムッソリーニとの類似性も指摘されたドナルド・トランプを範としており、ポスターに関してもトランプが使用した青い背景に白文字のポスターが使用されている。同年2月5日、マルケ州マチェラータで発生した外国人への銃乱射事件で、実行犯として逮捕されたネオ・ファシズムの運動家は北部同盟の党員としての経歴を持っていた。結党時からの郷土主義は未だ一定の存在感を持っているが、サルヴィーニ体制での右翼路線は右派ポピュリズムを超えてナショナリズム（伊: Nazionalismo、ナツィオナリズモ）の傾向を持ちつつある。
こうした中、サルヴィーニは予告していた通り政党名から「Nord」（北部）を除外し、「Lega」（同盟）とのみ記載された選挙人名簿を選挙委員会に提出した。伝統的に使用されてきた騎士アルベルト・ダ・ジュッサーノを模った党章からも「北部」の名称が外され、さらに「パダーニア主義」を意味する「アルプスの花」のロゴや党旗も使用を取りやめた。事実上、サルヴィーニ体制下で北部同盟は郷土主義を放棄して国民政党に転向したと指摘されている。現時点では選挙活動としての方針転換に留まり、正式な党名変更の届出などは行われていないが、もし実施されれば「イタリア最大の郷土主義政党」が消滅する事になる。これはかつてイタリア共産党が左翼民主主義者として、イタリア社会運動が国民同盟として穏健化した事例に相当する政界再編となる。
2018年3月4日、郷土政党から国民政党となった「同盟」(Lega)は右翼層・反EU層から広範な支持を集め、下院得票率は17.37%に達して126議席を配分された。議会内全体でも第3党となったが、右派連合内ではフォルツァ・イタリア(14.01%)を大きく凌いで陣営の中心政党になった。既にフォルツァ・イタリアは首相候補を「同盟」から選出する事を明言しており、サルヴィーニ政権におけるEU離脱が現実味を帯びつつある。またトーンを弱めたとはいえ、同盟と並んで反EU政党である五つ星運動も第1党となっており、離脱に慎重な左派連合との大連立が不調に終われば反EU連立が樹立される可能性も指摘されている。
2018年6月1日、同盟と五つ星運動は無所属のジュゼッペ・コンテを首相に擁立、欧州主要国で反EU派が初めて政権を掌握した。学者出身のコンテ首相は連立与党の仲介役に留まり、副首相に選出されたサルヴィーニと五つ星運動のルイジ・ディマイオ代表による二頭政治となった。主に経済・福祉を中心に政策を進めるディマイオに対し、サルヴィーニは治安・外交で存在感を発揮した。サルヴィーニは来年の欧州議会選挙に向けて右翼のみならず極右やネオ・ファシズムの政治勢力とも連携を図り、スペインやフランスの非難を跳ね除けて難民船の入港を拒否するなど強硬姿勢を貫いている。人道問題から移民問題には弱腰で反EUについても穏健色を強める五つ星運動は民衆の関心を失い、同盟が既に支持率を上回っているとする調査もある。
2019年5月26日、欧州議会議員選挙で同盟は総選挙を上回る34.3%を得票する圧勝を収めた。五つ星同盟は得票率17.1%と党勢後退の続く民主党の22.7%にも及ばず、政権内の主導権が入れ替わるのではないかと見られている。欧州議会内では複数会派に分かれている欧州懐疑主義政党の一本化を掲げる新会派、アイデンティティと民主主義（ID）を設立した。IDには、ドイツの為の選択肢、フランス国民連合、オーストリア自由党、オランダ自由党、フラームス・ベランフなど有力な極右政党が名を連ねており、五つ星運動から同盟に転向したマルコ・ザンニ欧州議員が会派代表を務めている。
現在、同盟内に複数存在した派閥はサルヴィーニ派と反サルヴィーニ派に二分されている。サルヴィーニ派は右派ポピュリストからファシズムの流れを組む極右勢力までを幅広く含んでおり、党内の新興勢力として北部同盟から同盟への転換を主導した。北部同盟時代に勢力が及んでいなかった南部は協力政党「サルヴィーニと共に」を通じて支持する傾向もあり、党内改革だけではなく同盟の解散と新党結成を望む声も強い。反サルヴィーニ派はボッシなど反国家主義・分離主義的な極左派は今や少数派であり、中道的な分権論者やリベラルな新自由主義者が中心となっており、むしろ党外のベルルスコーニ率いるフォルツァ・イタリアとの親和性が強いと見られている。

## 沿革
- 1989年
  - 6月15日 - 1989年欧州議会議員選挙で複数の地方政党が選挙連合「北部の国民」を結成。
- 1991年
  - 2月15日 - 「北部の国民」を基盤にした国内政党「北部同盟」が成立。
- 1992年
  - 4月5日 - 第11回総選挙で下院55議席・上院25議席を獲得して躍進する。
- 1994年
  - 3月27日 - 第12回総選挙で右派連合「自由の極」に参加。下院55議席・上院5議席を獲得、下院議席は維持するも上院議席は後退。
  - 5月10日 - 第1次ベルルスコーニ内閣成立。
- 1995年
  - 1月17日 - 政府の分権政策に不満を表明して連立離脱、第1次ベルルスコーニ内閣総辞職。
- 1996年
  - 4月21日 - 第13回総選挙で下院59議席・上院27議席を獲得。党勢を回復させる。
  - ? - イタリア共和国内の反連邦主義に対し、パダーニア連邦を宣言。国内外の支持を得られず。
- 1998年
  - ? - ヴェネツィア共和国運動が北部同盟を離脱。
- 1999年
  - ? - パダーニア連邦構想を事実上、撤回する。
  - 6月13日 - 欧州議会選挙（イタリア選挙区）で敗退、議席が後退する。
- 2001年
  - 5月13日 - 第14回総選挙で右派連合「自由の家」に参加。下院30議席・上院17議席に留まり、全体議席の5%程度に大幅後退。
  - 6月11日 - 第2次ベルルスコーニ内閣成立。
- 2006年
  - 4月9日・4月10日 - 第15回総選挙で右派連合「自由の家」に参加。下院26議席・上院14議席に後退。
  - 5月17日 - 「自由の家」が議席過半数を喪失、第2次ベルルスコーニ内閣総辞職。
- 2008年
  - 4月13日・4月14日 - 第15回総選挙で右派連合「自由の家」に参加。下院60議席・上院26議席に再び躍進。
  - 5月8日 - 第3次ベルルスコーニ内閣成立。
- 2012年
  - 4月3日 - 北部同盟内で大規模な党資金横領が発覚、指導者ウンベルト・ボッシが事実上の失脚に追い込まれる。
  - 7月1日 - 同盟指導部は新設した書記長職にロンバルディア州知事ロベルト・マローニを選出。
- 2013年
  - 2月26日 - 第16回総選挙で右派連合「中道右派連合」に参加。下院18議席・上院18議席に大幅後退。下院においては結党以来の最低議席となる。
  - 12月15日 - 書記長選挙でマッテオ・サルヴィーニ下院議員がウンベルト・ボッシ名誉党首を破り、第2代書記長に選出。
- 2014年
  - 5月25日 - 欧州議会選挙で「パダーニア」のスローガンを廃止し、新たに反EU・反ユーロを意味する「バスタ・ユーロ」に変更。
  - 12月19日 - 協力政党「サルヴィーニと共に（英語版）」を結党し、イタリア南部に支持基盤を広げる。
- 2015年
  - 5月31日 - ヴェネト州議会選挙で反サルヴィーニ派の同盟幹部が離党するも、親サルヴィーニ派の州知事と同盟支部が40%の州議席を獲得。
- 2016年
  - 統一地方選挙において同盟の地盤であったボルツァーノとミラノで市長選挙に相次いで敗北し、党内でサルヴィーニ体制への批判が高まる。
- 2017年
  - 5月14日 - 書記長選挙でマッテオ・サルヴィーニが反対候補を破り、同盟書記長に再選。
- 2018年
  - 3月4日 - 第17回総選挙で右派連合「中道右派連合」に参加。党名から郷土主義的な「北部」の名称を外し、新たに国民第一主義を掲げて下院126議席・上院57議席を獲得。
- 2022年
  - 9月25日 - 第18回総選挙で同盟が参加する右派連合が上下両院で過半数を獲得。選挙後、メローニ内閣が成立し、サルヴィーニは副首相兼インフラ大臣に就任した。

## 思想
国際的には同盟は通常右翼や極右として説明される。 その強力な反移民スタンス、ユーロ懐疑的な見通し、ポピュリストのレトリックは、この分類の中心的な要因として頻繁に言及されています。 しかしフィナンシャル・タイムズのマイル・ジョンソンが指摘したように, ほとんどのイタリアのメディアは党が中道右派であるという説明を支持している. さらに、コリエーレ・デラ・セラのコラムニストであり、元中道左派の政治家であるアントニオ・ポリートによると、同盟は少なくとも半中道主義者であり、確かにヴェネト州とロンバルディア州では、知事の政治は完全に中道主義である。  マッテオ・サルヴィーニとは異なり、ジャンカルロ・ジョルジェッティなどの閣僚、ルカ・ザイアやマッシミリアーノ・フェドリーガなどの州知事をはじめほとんどの主要メンバーは、しばしば中道主義者 穏健主義者や や親欧州主義者として表現され、 中道派の有権者と政党にアピールしている。  「極右」というレッテルは、サルヴィーニ自身を含め、党によって完全に拒否されている。 

### 連邦主義
北部同盟のイデオロギーにおける最大の目標は地方分権であり、具体的には各自治体の伝統文化の保護や税収の直接管理を主張している。そしてそれを最大限に実現するために連邦主義が必要だと説いており、集権的なイタリア共和国をドイツ連邦やロシア連邦のような連邦制国家へと移行させたいと考えている。冷戦後のイタリアにおける連邦主義・地方分権主義の代弁者として、北部同盟はこうした問題を国家に強く訴えかける事に成功した。冷戦後の欧州で盛んになりつつある地方運動の中、北部同盟は最大の成功例として注目を集めた。党勢を拡大した理由として複数の立場の異なる地方運動を糾合した点があり、他の地域政党の多くが地域別に個別活動を行い（例えばバスク民族主義党、カタルーニャ共和主義左翼、プライド・カムリ、フラームス・ベランフ、南チロル人民党など）、故に国家規模の大政党による国家運営に影響を与えられないという弱点を克服した。このような「内側の自治と外部への団結」はまさに連邦主義の理想とするところである。
北部同盟は「北部の同盟」から中部や南部の分権主義者との同盟への拡大をしばしば構想しているが、上手くは進んでいないのが現状である。南チロル人民党、トレント人民党、アオスタ自治運動、サルデーニャ行動党、自治という選択（南イタリア一帯）などと友党関係を構築している。また海外の地方運動とも欧州議会などで連帯を図っているが、地方主義による欧州議会政党「欧州自由同盟」には加盟していない。
文化面では「北部の同盟」に留まっていることもあり、概ね古代から現代にかけてイタリア大陸部の歩んできた特有の歴史と伝統を重んじる事を掲げている。党シンボル「生命の花」と並んで象徴とされている騎士アルベルト・ダ・ジュッサーノは、中世時代に他の文化圏に跨る神聖ローマ帝国によるイタリア大陸部支配に立ち向かった事で知られている。また古代には帝政期に本土編入を受けるまで「属州ガリア・チザルピーナ」としての歴史があり、その点から「自身の源流」としてケルト文化の保護にも熱心である。反対に中部・南部で父祖として尊敬されているローマ文化（ラテン人）に対してはその征服者として否定的に捉える向きがある。

### 方向性
連邦主義を目標として掲げ、党憲章で「連邦制が果たされたなら同盟の役割は終わり、元の複数政党へと戻る」と述べられているが、逆に他の政策に関しては一貫性に欠けており、いわゆる左派・右派のどちらにも分類し難い。
例えば彼らは財政政策については自由主義経済を擁護して、自由競争と市場原理を強く支持している。しかしその一方で企業の人員削減や国家の年金減額に反対するなど、手厚い労働者保護政策を支持しており、幾分に支持勢力の相反する主張を行っている。これは北部の様々な政治主張の寄り合いだからであるが、ある論者は労働者保護が連邦主義に次ぐ主張として掲げられていることから、彼らを「イタリア労働党」と通称し、同盟内の一部派閥もこれを使用している。
同盟の創設者であるウンベルト・ボッシ自身は、北部同盟について「自由主義者であるが、社会主義者でもある」とインタビューで解説している。そして自分自身は「反国家主義者」で、「民衆の負担にならない政府を望ましく考えている」と述べた。更にボッシは尊敬する政治家を尋ねられてジャコモ・マッテオッティ（イタリア統一社会党書記。1925年にファシスト党によって暗殺された）を挙げ、更にはベルルスコーニと対立するイタリア民主党のワルテル・ヴェルトローニ書記長を「勇敢な人物」と賞賛している。しかし右派勢力との連帯も維持されており、一部報道では2013年までに北部同盟が自由の人民に合流して同盟幹部が党役員に迎えられるだろうと推測、仮にそうなった場合、北部同盟出身の首相が誕生する可能性もあるとしている。
結局の所、北部同盟は何より大多数の国民（大衆）が望む気持ちを敏感に察知して、その代弁者となる（＝状況によって簡単に変節する）という点で人民主義（大衆主義）的である。こうした要素から反大企業・反富裕層でもあり、いわゆる既得権益や特権を持つ人々（ボッシはこれを「アニェッリ、教皇、マフィア」と要約した）を敵視している。こうした大衆の率直な反感を代弁するという立場こそが、北部同盟の政治的立場の中でもっとも支持に繋がっているとすらいえる。
北部同盟の執行委員会はこうした問題について、新たに同盟全体の方針として「連邦主義者の自由主義」を新たに掲げた。事実、北部同盟は「連邦主義」以外の政治的主張を何度も変更し続け、例えば社会自由主義をより保守的な自由主義と入れ替えている。他にも政教分離や欧州連合などに対するスタンスも変更したり、最初期に唱えられていた平和主義・環境主義も後に主な目標ではなくなった。

### 「連邦主義者」か、「分離主義者」か
北部同盟の政治目標は創立当初、それほど明確に決定された物ではなかった。当初、同盟の構成政党は、地方運動が団結することで地方自治を前進させるという程度の発想で動いていた。彼らの地方分権運動、連邦主義運動が「イタリアからの分離独立」を策動するものであるという主張は、むしろ北部同盟を批判する保守派によって喧伝された部分が大きい。後に策定された政治目標でも北部同盟は連邦主義を掲げるのに留まっていたが、急速に彼らの運動は冷戦後の政界再編で注目を集める事となる。急速に政治的権力を与えられた事で過度の自信を得た同盟内では、長期的な政治運動ではなく過激な強硬論が罷り通るようになっていった。
1996年、ベルルスコーニ政権内で主流派であるフォルツァイタリア党と北部同盟が対立する事件が起きると、分権政策を不服とした北部同盟は政権を離脱する。先鋭化した同盟では分離主義すらも交渉手段に用い始め、北部独立論に関する一種の理論武装を行った。その中で党のイデオローグ（理論家）として著名であった政治学者ジャンフランコ・ミリオはイタリアを「パダーニア、エトルリア、スッド」という3つの国家に分離すべきと主張した。
1996年9月15日にボッシはパダーニアの語源であるポー川で独立闘争の開始を宣言し、北部同盟のシンボルカラーである緑になぞらえて「緑シャツ隊」（黒シャツ隊の模倣）を組織した。
しかし党勢が衰退し、ベルルスコーニ政権と復縁した2001年頃から再び強硬論は鳴りを潜める。先の三国論も「連邦制移行後の行政区画として希望する」というものへと戻っていった。党の度重なる方針転換は少なくない離脱者を党内で生む事となった。同時に単純な特定地域の優遇ではなく地方分権主義そのものの前進を望むという立場は、北部同盟が単なる地方運動から脱却する結果も生み出した。

### 欧州議会
地方運動を掲げる欧州規模政党の欧州自由同盟に加わっていたが、一部は、後に解散された虹グループにも関わっていた。1994年に欧州自由同盟や虹グループから離脱すると欧州自由民主改革党に移るが、1999年に離脱して他の無所属議員（イタリア急進党など）と一時的な暫定会派、無所属議員テクニカル・グループを結成した後、無所属となった。
2004年の欧州議会選挙後に独立・民主、諸国民の欧州のための連合など複数の政党に働きかけ、会派「欧州の地方主義」を組織しようとしたが失敗し、2006年まで欧州自由民主同盟に席を置く事となった。また、この際に欧州保守グループ・民主同盟に加盟している。2009年の欧州議会選挙後、欧州懐疑派の新会派、自由・民主の欧州への参加を表明した。

## 政策

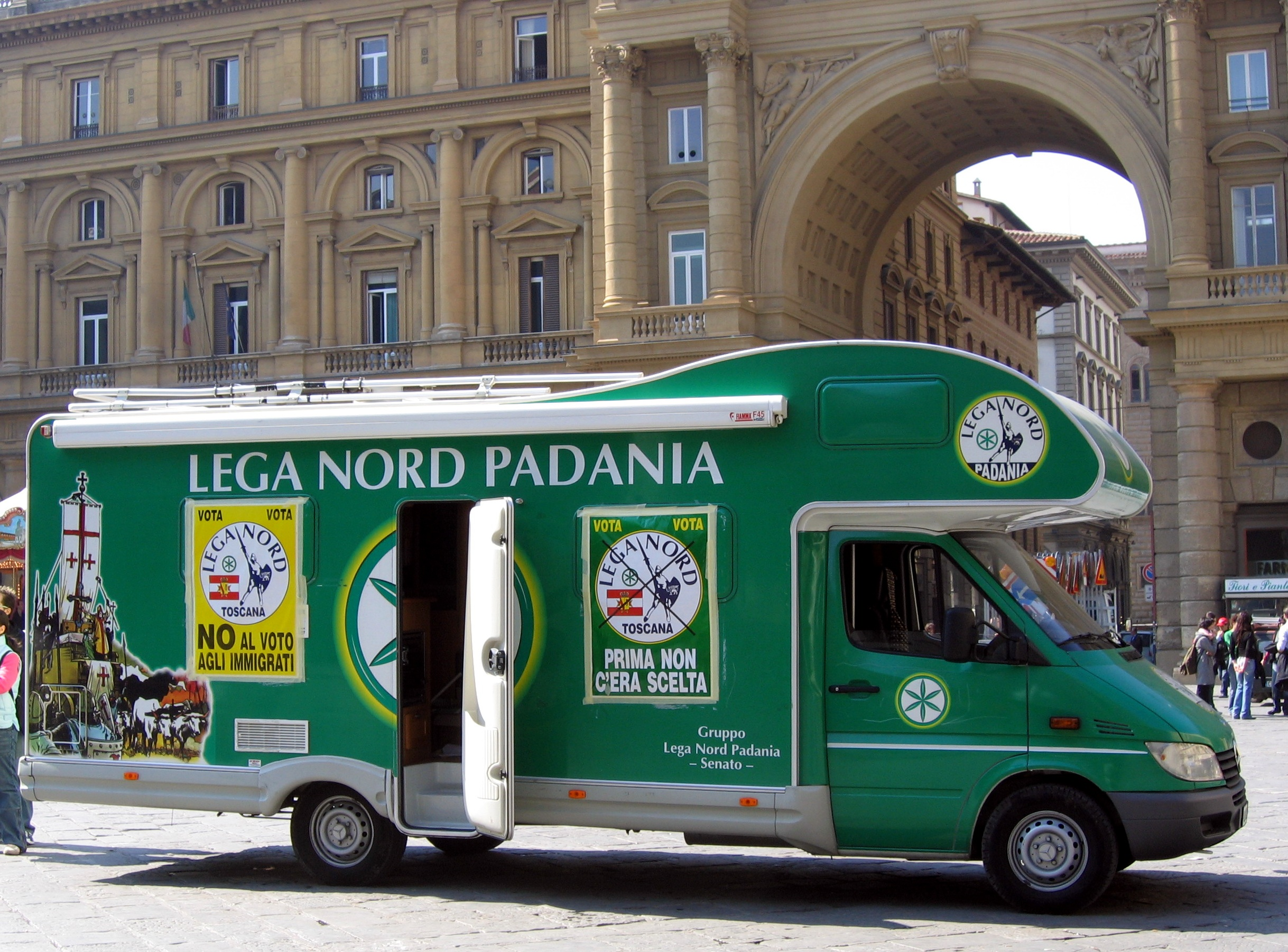
同盟の宣伝車両

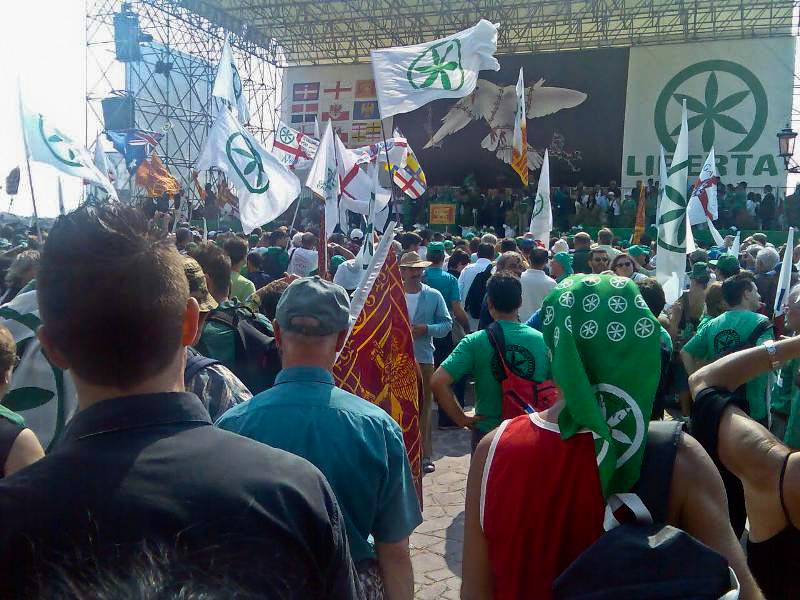
ヴェネトで行われた同盟大会

- 中絶・幹細胞研究・同性愛・安楽死などキリスト教文化に反する社会倫理への反対
  - ただし、前述の通り支持基盤の関係から反教会主義を放棄するまではこれらの問題には穏健であった。
  - 現在でも「ロスパダニア協会」という性の自由を容認するグループが同盟内の派閥として存在する[130]。
- 同様に社会倫理の観点からのマリファナ完全非合法化
  - これも党内でかつて合法化を党の目標に掲げており、現在でも現方針に反対する議員団が組織されている[131]。
- 反国家主義・反中央集権（小さな政府）[109][132]。
- 反公共投資・反公的援助
  - 国家有数の大企業フィアット・アリタリアに対する国の援助政策を厳しく批判したこともある[133]。
- 異文化圏の移民、特にイスラム圏からの移民者排除
  - 「ヨーロッパ圏はキリスト教とユダヤ教で構成されるべき[133][134]。
- 緑化保全運動[134][135]
- 農業の保護[133][134]
- 欧州懐疑主義[136][137][138][139]
- 反NATO[140][141]
- 親米主義
  - 当初は存在しなかったが、後に「連邦主義にとって最大の成功例」と賞賛している。
  - また9月11日のアメリカ同時多発テロ事件以降はイスラム原理主義に対する脅威論から親米主義を唱えている[142][143][144][145]。
    - ただしイラク戦争には反対[146][147][148]。